# Les Impitoyables
Pour plus de détails, voir Fiche technique et Distribution.
Les impitoyables (titre original : Diamante Lobo) est un film italo-israélien de Gianfranco Parolini sorti en 1976.

## Synopsis
Sam Clayton et sa bande de voyous terrorisent la petite ville. Lorsque le Père John, le bienfaiteur de la ville, est assassiné, Johnny, son protégé, décide de s'adresser à Lewis, tueur à gages à la retraite et frère du défunt. Ensemble, les deux hommes mettent au point un plan pour déjouer celui de Clayton et de ses hommes...

## Fiche technique
- Titre original : Diamante Lobo
- Réalisation : Gianfranco Parolini (sous le nom de « Frank Kramer »)
- Scénario : John Fonseca et Gianfranco Parolini
- Directeur de la photographie : Sandro Mancori
- Montage : Manlio Camastro
- Musique : Sante Maria Romitelli
- Production : Menahem Golan
- Genre : Western spaghetti
- Pays de production :  Italie,  Israël
- Durée : 94 minutes (1 h 34)
- Date de sortie :
  - Italie : 1976
  - France : 1er juin 1977

## Distribution
- Lee Van Cleef (VF : Georges Atlas) : Lewis / Père John
- Jack Palance (VF : Raymond Loyer) : Sam Clayton
- Richard Boone (VF : Jean Violette) : le shérif
- Sybil Danning (VF : Perrette Pradier) : Jenny
- Leif Garrett (VF : Thierry Bourdon) : Johnny
- Robert Lipton : Jess Clayton
- Cody Palance (VF : Claude Nicot) : Zeke Clayton
- Ian Sander : Red Clayton
- Pnina Golan : Chesty
- Zila Carni : Juanita Lewis
- Heinz Bernard : le juge Barrett
- Didi Lukov : Rip
- Ricardo David : Angel George
- Chin Chin : Willy
- Rafi Ben Ami (VF : Jacques Ciron) : Mortimer